# Horror Frankensteina
Horror Frankensteina (ang. The Horror of Frankenstein) – brytyjski horror z 1970  roku. Film jest kontynuacją filmu Frankenstein musi zginąć z 1969 roku. Został wyprodukowany przez studio Hammer Film Productions.

## Fabuła
Naukowiec Victor Frankenstein zbudował człowieka z różnych zapasowych części ciała. Wkrótce potwór ożywa, jednak jego zdolności umysłowe są znacznie zaniżone, wskutek czego staje się agresywny i niebezpieczny. 

## Obsada
- George Belbin - Baron Frankenstein
- Ralph Bates  - Victor Frankenstein
- Kate O'Mara - Alys
- Veronica Carlson - Elizabeth Heiss
- Dennis Price - złodziej
- Jon Finch - porucznik Henry Becker
- Bernard Archard - profesor Heiss
- Graham James - Wilhelm Kassner
- James Hayter - Bailiff
- Joan Rice - żona złodzieja
- James Cossins - Dean
- Geoffrey Lumsden - instruktor
- Terry Duggan - bandyta
- David Prowse - potwór Frankenstein